# HD 100777 b
HD 100777 b es un planeta extrasolar situado a unos 172 años luz de distancia en la constelación de Leo, que orbita la estrella HD 100777. Se trata de un planeta 1,17 MJ que toma 33.15 Megasegundos de órbita a 154,1 Gm o μpc 4.99 de la estrella en el 36% excentricidad. La velocidad de la órbita es 29.3 kilómetros / s. Dominique Naef descubrió este planeta en marzo de 2007 mediante el espectrógrafo HARPS, situado en Chile.